# Emékovo
Emékovo (en rus: Эмеково) és un poble de la República de Marí El, a Rússia, que en el cens del 2010 tenia 1.504 habitants. Pertany al districte rural de Voljsk.